# Fiorenzo Magni
(Adriano De Zan, da Gentili signore e signori, buongiorno.)
Fiorenzo Magni (Vaiano, 7 dicembre 1920 – Monza, 19 ottobre 2012) è stato un ciclista su strada, pistard, dirigente sportivo e imprenditore italiano.
Professionista dal 1941 al 1956, fu considerato il Terzo uomo per la capacità di inserirsi nella rivalità tra Fausto Coppi e Gino Bartali. Vinse il Giro d'Italia nel 1948, nel 1951 e nel 1955, aggiudicandosi sei tappe e vestendo per ventiquattro giorni la maglia rosa; nelle statistiche della corsa divenne il vincitore più vecchio e quello con il minor vantaggio sul secondo classificato.
Al Giro delle Fiandre vinse tre volte (peraltro consecutive) su quattro partecipazioni, guadagnandosi l'appellativo di Leone delle Fiandre; conquistò inoltre una medaglia d'argento ai Campionati del mondo e salì sul podio di Milano-Sanremo, Giro di Lombardia e Parigi-Roubaix oltre ad imporsi nelle maggiori classiche italiane e a vincere per tre volte il Campionato italiano, all'epoca disputato a punti. Corridore notevole anche su pista, nel 1942 tentò di battere il record dell'ora, riuscendo comunque a stabilire il nuovo primato mondiale sui 50 e 100 chilometri.

## Biografia

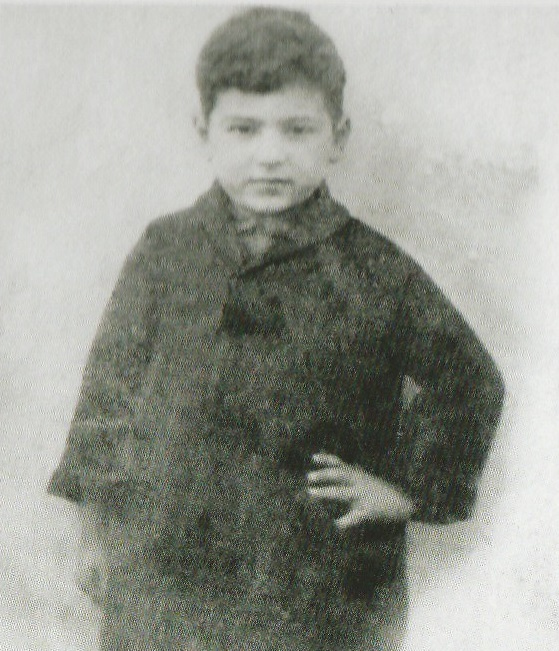
Fiorenzo Magni bambino

Fiorenzo Magni nacque il 7 dicembre 1920 a Vaiano, dove abitò col padre Giuseppe, carrettiere, la madre Giulia Caciolli e la sorella maggiore Fiorenza fino al trasferimento alle Fornaci di Usella. A quattro anni Magni, a causa di un'errata diagnosi del medico condotto, rischiò l'amputazione del piede destro, salvato grazie a un'operazione all'ospedale pediatrico Meyer di Firenze. Fin da giovane aiutò il padre nel lavoro e, quando nel dicembre 1937 morì in un incidente stradale, lasciò la scuola per provvedere al sostentamento della famiglia, continuando nella sua attività di ciclista iniziata alcuni anni prima.

Magni in uniforme da artigliere nel 1943

Poco prima dell'entrata in guerra dell'Italia, il 10 giugno 1940, Magni fu richiamato alle armi come artigliere al 19º Reggimento di Firenze, nonostante avesse fatto richiesta per diventare bersagliere; mentre era in licenza per disputare una gara il suo reparto fu imbarcato per l'Albania, ma la nave, sulla quale avrebbe dovuto essere a bordo, affondò senza superstiti. Fu poi trasferito al Battaglione Olimpico di Roma fino al 1943, quando ritornò a Firenze presso il 41º Reggimento di artiglieria; dopo l'armistizio dell'8 settembre 1943, fu richiamato per servire la neonata Repubblica Sociale Italiana e, inquadrato nella Milizia Volontaria per la Sicurezza Nazionale, ricoprì la mansione di controllo della ferrovia al fianco dei Carabinieri nella zona di Vaiano, suo paese natale.
Nel gennaio del 1944 il reparto di Magni, unitamente a carabinieri, membri della Legione Muti e della Banda Carità, fu coinvolto in un violento scontro con i partigiani locali nella battaglia di Valibona, con morti in entrambi gli schieramenti; quando Magni arrivò i combattimenti erano già terminati, ma in seguito gli furono imputate numerose accuse, tra cui l'uccisione di Lanciotto Ballerini, capo della banda.
Nel 1944 si trasferì con la madre a Monza, dove aveva maggiori possibilità di gareggiare in bicicletta, diventata la sua attività principale dopo la chiusura dall'azienda di trasporti di famiglia. Con la fine della guerra e la caduta del fascismo, Magni, che temeva ripercussioni per il suo passato, lasciò la Lombardia per latitare tra San Marino, la Puglia e Roma, prima di tornare a Monza nel 1946. Durante il processo per i fatti di Valibona, dove per Magni vennero richiesti trent'anni di reclusione, furono chiamati a testimoniare anche i ciclisti Aldo Bini e Gino Bartali, che non si presentarono, e Alfredo Martini, che parlò in suo favore. Il 24 febbraio 1947 venne definitivamente assolto, in parte per non aver commesso i fatti e in parte godendo dell'Amnistia Togliatti.

La famiglia Magni negli anni Cinquanta: Beatrice, Fiorenzo, Tiziana e Liliana

Con una cerimonia tenuta nel duomo di Monza, il 5 novembre 1947 Magni sposò Liliana Calò, figura determinante nella vita privata, agonistica e professionale del ciclista, che gli rimase vicina per tutta la vita; i due giovani si erano conosciuti in quanto la famiglia di lei era proprietaria dello stabile in cui il corridore abitava appena arrivato dalla Toscana e in cui rimasero anche dopo le nozze. La coppia ebbe due figlie, Tiziana e Beatrice. Nel 1975 la famiglia si trasferì a Monticello Brianza, in provincia di Lecco.

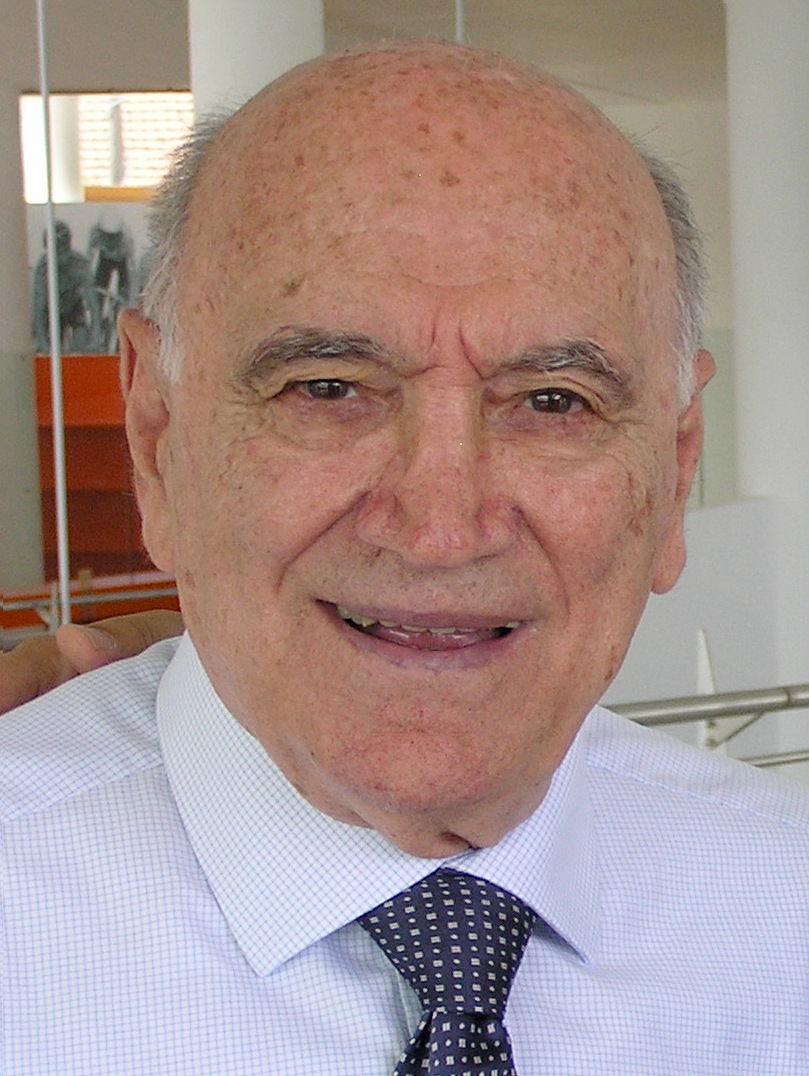
Magni nel 2007

Nel 1951, nell'anno della celebrazione dei novant'anni dell'Unità d'Italia (1861-1951), il Giro d'Italia aprì con una visita all'Altare della Patria in Roma. Magni non venne invitato con il resto dei partecipanti alla corsa a causa del suo passato di militanza nella Repubblica Sociale Italiana.
Nel 1951, quando era all'apice della carriera ciclistica, aprì una concessionaria della Moto Guzzi, aiutato dall'amico Tino Ausenda e sostenuto dalla casa madre, e due anni dopo incominciò a vendere anche le automobili della Lancia; gradualmente ampliò l'attività di vendita, aprì nuove concessionarie e dal 1980, quando chiuse i rapporti con la casa automobilistica torinese, divenne rivenditore ufficiale per la Opel e alcune case asiatiche. In questo periodo ricoprì anche incarichi di rappresentanza nell'ambiente delle concessionarie e commerciò prodotti petroliferi per uso domestico insieme a Giorgio Albani. Nel 2009 chiuse tutte le concessionarie.
Di religione cattolica, Magni incontrò personalmente i pontefici Pio XII, Giovanni XXIII, Paolo VI, Giovanni Paolo II e Benedetto XVI, ma anche il Presidente della Repubblica Carlo Azeglio Ciampi, che lo ricevette per una premiazione al Palazzo del Quirinale.
Magni morì per un aneurisma il 19 ottobre 2012, a 91 anni, all'ospedale San Gerardo di Monza, dove era stato ricoverato la notte precedente. La cerimonia funebre, cui parteciparono la famiglia, i colleghi e gli amici di Magni, personalità del mondo del ciclismo, politici e migliaia di cittadini e appassionati, venne celebrata sabato 20 ottobre al duomo di Monza; sulla bara venne posta una maglia tricolore. Alfredo Martini, l'amico di una vita, tenne un lungo elogio funebre che riassunse la vita del campione scomparso, definendolo come un esempio da seguire. La salma venne tumulata nell'edicola della famiglia Magni all'interno del Cimitero urbano di Monza.

## Carriera

### Esordi

Fiorenzo Magni agli esordi della carriera con la maglia della AC Pratese

Magni si appassiona al ciclismo da ragazzino correndo con gli amici in sella ad una normale bicicletta di serie spogliata dei parafanghi; impara i primi rudimenti allenandosi con Aldo Bini, Mario Cipriani, Ruggero Balli ed Eugenio Gestri, tutti toscani, più vecchi di lui e già corridori di buon livello con i quali nelle lunghe uscite comunque non sfigura.
Spinto dagli amici e compagni di allenamento, di nascosto dai genitori, nel 1936 Magni inizia la sua carriera agonistica nella categoria aspiranti con la maglia dell'Associazione Ciclistica Pratese; gareggia con una bicicletta costruita da Primo Magni e Aimo Santi, comprata per duecento lire, su cui viene montato uno dei primi cambi Campagnolo, che in Toscana avevano a disposizione oltre a Magni solo i professionisti Bini e Di Paco. Debutta in gara a Figline Valdarno dove cade, si ritira per una foratura a Scandicci per poi ottenere un buon piazzamento a San Donnino. In una corsa vicino Scandicci, la quarta disputata, va in fuga da solo ma viene ripreso da Alfredo Martini, più giovane ma più esperto, che poi lo batte in volata relegandolo al secondo posto, di cui il pratese è comunque soddisfatto; è il primo approccio tra i due toscani che rimarranno legati da una profonda amicizia per tutta la vita. Ottiene la prima vittoria a Badia a Settimo e diventa ben presto conosciuto nel mondo sportivo locale, tanto da avere i suoi primi tifosi, ma è costretto a mettere al corrente la famiglia della sua attività agonistica; i genitori gli permettono di continuare a gareggiare, alternando gli allenamenti con il lavoro. Conclude la sua prima stagione di gare con sette vittorie.
Nel 1937 gareggia nella categoria allievi ancora con i colori dell'Associazione Ciclistica Pratese, con una bicicletta realizzata da Coveri, il cui figlio Enrico diventerà stilista di fama mondiale. La stagione è positiva con dodici successi e il titolo di Campione Toscano che gli fanno guadagnare l'invito di Vittorio Spositi, commissario tecnico della nazionale italiana, a partecipare ad una corsa a Bologna con professionisti e dilettanti insieme, consentendo al giovane di fare la sua prima esperienza al fianco di grandi campioni; nel corso della prova, Raffaele Di Paco, grandissimo velocista dell'epoca, si appende alla maglia di Magni per farsi trainare in salita smettendo solo dopo l'intervento di Aldo Bini. In dicembre muore il padre Giuseppe e il giovane è costretto a lasciare la scuola per proseguire l'attività paterna e provvedere al sostentamento della famiglia, pur senza abbandonare gli allenamenti in bicicletta.
Durante il Giro d'Italia 1956 Magni corse stringendo in bocca una camera d'aria, essendosi fratturato una clavicola durante la corsa. Teneva tra i denti un'estremità del tubolare, mentre l'altra estremità era fissata al manubrio, così poteva sia diminuire lo sforzo richiesto alla spalla sinistra infortunata, sia sfogare il dolore affondando i denti nella gomma. Terminò il giro piazzandosi al secondo posto. Così lo raccontò lo stesso Magni:
«Al Giro del ’56 sono caduto nella discesa di Volterra e mi sono fratturato la clavicola. “Non puoi partire”, mi dice il medico. Io lo lascio parlare e faccio di testa mia: metto la gommapiuma sul manubrio e corro la crono. Poi supero gli Appennini. Ma provando la cronoscalata di San Luca mi accorgo di non riuscire nemmeno a stringere il manubrio dal dolore; allora il mio meccanico, il grande Faliero Masi, decide di tagliare una camera d’aria, me la lega al manubrio e io la tengo con i denti, per non forzare le braccia. Il giorno dopo, nella Modena-Rapallo cado di nuovo e mi rompo anche l’omero. Svengo dal dolore. Sono sulla lettiga quando riprendo coscienza e ordino a chi guida l’ambulanza di fermarsi. Mi butto giù, inseguo il gruppo, lo riprendo e arrivo sul Bondone sotto una tormenta di neve. Per questo gesto Ugo Tognazzi e Raimondo Vianello, che seguivano il Giro, mi ribattezzarono Fiorenzo il Magnifico.»

### Dilettante
Passa tra i dilettanti nel 1938 con l'Unione Ciclistica Modenese e vince sette gare. Nel 1939, sempre dilettante, ritorna con una squadra toscana, l'Associazione Ciclistica Montecatini, e vince la Coppa Taliani a Pontedera, la Coppa del Taglia - Giro dei Colli Fiorentini a Firenze, il Gran Premio Maino - Coppa Vannacci a Pistoia, la Coppa Barni a Vaiano, il Circuito del Montalbano a Seano e la Firenze-Livorno - Coppa Ciano. Viene anche convocato in Nazionale per disputare il Mondiale poi annullato per l'inizio della seconda guerra mondiale. Nel 1940 ritorna con la squadra dei suoi esordi, l'Associazione Ciclistica Pratese, tra i dilettanti scelti. Si aggiudica la Coppa Burci a Firenze, la Coppa Vivarelli a Pistoia, la Coppa Barlesi a Firenze, la Coppa Bernocchi a Prato a pari merito con un altro corridore, la coppa Parisi a Mentana e il Circuito del Galluzzo a Firenze. Vince anche il Giro della Provincia di Milano in coppia con Vito Ortelli battendo i professionisti. Nel triennio da dilettante vince venti corse.
Gli ottimi risultati ottenuti da dilettante gli valgono il passaggio tra i professionisti con la Bianchi per il 1941.

### Professionista
Nel 1946 non gareggia, squalificato dall'UVI per l'adesione al fascismo e per aver gareggiato sotto falso nome. Torna alle corse nel 1947 con la Viscontea piazzandosi settimo alla Milano-Sanremo e nono al suo primo Giro d'Italia.
Passato a vestire i colori della Wilier Triestina, nel 1948 vince a sorpresa il Giro d'Italia. La vittoria ha però strascichi polemici: la Bianchi accusa Magni di aver beneficiato di spinte irregolari sulla salita del passo Pordoi, durante la decisiva tappa da Cortina a Trento, e la giuria gli infligge una penalizzazione di due minuti. Magni riesce comunque a conservare la maglia rosa con undici secondi di vantaggio su Ezio Cecchi, ma è duramente contestato dal pubblico all'arrivo al Vigorelli a Milano.
Le sue caratteristiche di passista e discesista lo portano a vincere tre Giri delle Fiandre consecutivi (dal 1949 al 1951), coi quali merita il suo famoso soprannome. Nel 1951 e nel 1955 vince altri due Giri d'Italia; l'ultima maglia rosa, conquistata a quasi 35 anni, lo rende il più anziano vincitore del Giro.
Tra le sue molte affermazioni anche tre Giri del Piemonte, tre Trofei Baracchi e tre Campionati nazionali. Inoltre, si piazzò secondo ai Campionati del mondo del 1951 (preceduto dallo svizzero Ferdi Kübler), al Giro d'Italia del 1952 (dietro Fausto Coppi), nonostante una caduta, al Giro d'Italia 1956 (dietro il lussemburghese Charly Gaul) a 36 anni (concluse quel Giro con una spalla fratturata, tenendo il manubrio attraverso un tubolare stretto fra i denti). Durante la dodicesima tappa del Tour de France 1950, mentre era in maglia gialla, si ritirò dalla corsa insieme alla squadra italiana in seguito alle pressioni e alle insistenze di Bartali, che denunciò di essere stato aggredito sul Col d'Aspin da alcuni spettatori francesi, mentre nel Giro d'Italia del 1953, dato tra i favoriti, uscì di classifica a causa di una caduta, ma riuscì comunque a conquistare tre tappe. 
Negli ultimi anni di attività fu acceso sostenitore delle sponsorizzazioni delle squadre ciclistiche da parte di industrie extraciclistiche.

### Dopo il ritiro
Ritiratosi dalle corse conservò a lungo posizioni di rilievo in ambito dirigenziale. Fu Commissario tecnico della Nazionale dal 1963 al 1966, poi presidente dell'Associazione Corridori ed infine presidente della Lega del Professionismo. È stato presidente della Fondazione del Museo del ciclismo del Ghisallo. Nel 2004 è stato insignito del collare d'oro al merito sportivo. Nell'ottobre del 2012, nel Salone d'Onore del CONI ci fu la sua ultima apparizione pubblica per la presentazione del libro Magni. Il terzo uomo, unica biografia ufficiale, realizzata dall'amico e telecronista di ciclismo Auro Bulbarelli con la prefazione di Sergio Zavoli.

## Palmarès

### Strada
- 1938 (dilettanti)

Coppa Maccolini-Zedda
- 1939 (dilettanti)

Coppa Taliani - Pontedera
Coppa del Taglia-Giro dei Colli Fiorentini - Firenze
Gran Premio Maino-Coppa Vannacci - Pistoia
Coppa Barni - Vaiano
Circuito del Montalbano - Seano
Coppa Ciano - Firenze-Livorno
- 1940 (dilettanti)

Coppa Burci - Firenze
Coppa Vivarelli - Pistoia
Coppa Barlesi - Firenze
Coppa Mario Bernocchi
Coppa Parisi - Mentana
Circuito del Galluzzo - Firenze
- 1941 (Bianchi, due vittorie)

Trofeo Luigi Novara - Seregno
1ª frazione Staffetta del Ventennale (Orvieto > Roma)
- 1942 (Bianchi, una vittoria)

Giro del Piemonte
- 1945 (Ricci e Pedale Monzese, due vittorie)

Coppa Caldirola
Coppa Marangoni - Molinazzo
- 1947 (Viscontea, una vittoria)

Tre Valli Varesine
- 1948 (Wilier Triestina, due vittorie)

19ª tappa Giro d'Italia (Brescia > Milano)
Classifica generale Giro d'Italia
- 1949 (Wilier Triestina, tre vittorie)

Giro delle Fiandre
10ª tappa Tour de France (San Sebastián > Pau)
Giro di Toscana
- 1950 (Wilier Triestina, tre vittorie)

Giro delle Fiandre
16ª tappa al Giro d'Italia (L'Aquila > Campobasso)
8ª tappa al Tour de France (Angers > Niort)
- 1951 (Ganna, sei vittorie)

Milano-Torino
Giro delle Fiandre
Giro del Lazio (1ª prova Campionato italiano)
Giro di Romagna
Classifica generale Giro d'Italia
18ª tappa Tour de France (Avignone > Marsiglia)
- 1952 (Ganna, quattro vittorie)

4ª tappa, 2ª semitappa Roma-Napoli-Roma (Latina > Roma)
Classifica generale Roma-Napoli-Roma
6ª tappa Tour de France (Namur > Metz)
22ª tappa Tour de France (Clermont Ferrand > Vichy)
- 1953 (Ganna-Ursus, dieci vittorie)

Sassari-Cagliari
Giro del Piemonte (2ª prova Campionato italiano)
5ª tappa, 1ª semitappa Roma-Napoli-Roma (Napoli > Latina)
Classifica generale Roma-Napoli-Roma
10ª tappa Giro d'Italia (Pisa > Modena)
16ª tappa Giro d'Italia (San Pellegrino Terme > Riva del Garda)
21ª tappa Giro d'Italia (Bormio > Milano)
9ª tappa Tour de France (Bordeaux > Pau)
22ª tappa Tour de France (Montluçon > Parigi)
Giro del Veneto (4ª prova Campionato italiano)
- 1954 (Nivea-Fuchs, due vittorie)

Giro di Toscana (2ª prova Campionato italiano)
Milano-Modena
- 1955 (Nivea-Fuchs, sette vittorie)

Giro di Romagna  (2ª prova Campionato italiano)
7ª tappa Vuelta a España (Barcellona > Barcellona)
13ª tappa Vuelta a España (Madrid > Valladolid)
15ª tappa Vuelta a España (Bilbao > Bilbao)
2ª tappa Giro d'Italia (Torino > Cannes)
Classifica generale Giro d'Italia
Milano-Modena
- 1956 (Nivea-Fuchs, tre vittorie)

2ª tappa, 1ª semitappa Gran Premio Ciclomotoristico (Perugia > Terni)
Giro del Piemonte
Giro del Lazio

#### Altri successi
- 1939 (dilettanti)

Gran Premio Franco Del Grosso (criterium)
- 1940 (dilettanti)

Classifica generale Giro della Provincia di Milano (con Vito Ortelli)
- 1942 (Bianchi)

Circuito di Napoli
Circuito di Bari
- 1943 (Bianchi)

Circuito del Parco - Milano
Giro della Provincia di Milano (con Glauco Servadei)
- 1947 (Viscontea)

Circuito di Castelfranco Veneto
Circuito di Lugano
- 1948 (Wilier Triestina)

Classifica squadre Giro d'Italia
Classifica nazioni Challenge Desgrange-Colombo
- 1949 (Wilier Triestina)

Circuito di Novara
Trofeo Baracchi (con Adolfo Grosso)
Classifica nazioni Challenge Desgrange-Colombo
- 1950 (Wilier Triestina)

Bol d'Or, Paris (pista).
Circuito di Empoli
Trofeo Baracchi (con Antonio Bevilacqua)
Classifica nazioni Challenge Desgrange-Colombo
- 1951 (Ganna)

Circuito di Bordighera
Circuito delle Cascine - Firenze
Circuito delle Caldaie - Ascoli Piceno
Criterium di Namur
Trofeo Baracchi (con Giuseppe Minardi)
Classifica generale Campionato italiano (prove multiple)
- 1952 (Ganna)

Gran Premio dell'Autodromo di Monza
Classifica squadre Tour de France
Classifica nazioni Challenge Desgrange-Colombo
- 1953 (Ganna-Ursus)

Criterium di Tertre
Classifica squadre Giro d'Italia
Criterium di Herve
Criterium di Saint Gaudens
Classifica generale Campionato italiano (prove multiple)
Classifica nazioni Challenge Desgrange-Colombo
Circuito di Lugano
- 1954 (Nivea-Fuchs)

Circuito di Sassari
Gran Premio Motoleggere - Modena
Circuito di Crema
Classifica generale Campionato italiano (prove multiple)
- 1955 (Nivea-Fuchs)

Circuito di Sassari
12ª tappa Vuelta a España (Madrid, cronosquadre)
Classifica a punti Vuelta a España
- 1956 (Nivea-Fuchs)

Gran Premio Nivea - Busto Arsizio
Circuito di Roccabianca

### Pista
- 1950

Bol d'Or des Monédières-Chaumeil

#### Altri successi
- 1942 (Bianchi)

Primato mondiale velocità 50 chilometri
Primato mondiale velocità 100 chilometri

## Piazzamenti

### Grandi Giri
- Giro d'Italia

1947: 9º
1948: vincitore
1950: 6º
1951: vincitore
1952: 2º
1953: 9º
1954: 6º
1955: vincitore
1956: 2º
- Tour de France

1949: 6º
1950: ritirato (non partito 12ª tappa)
1951: 7º
1952: 6º
1953: 15º
- Vuelta a España

1955: 13º

### Classiche monumento
- Milano-Sanremo

1941: 4º
1942: 12º
1943: 9º
1947: 7º
1948: 29º
1949: 3º
1950: 4º
1951: 19º
1952: 29º
1953: 49º
1954: 8º
1955: 5º
1956: 2º
- Giro delle Fiandre

1948: ritirato
1949: vincitore
1950: vincitore
1951: vincitore
- Parigi-Roubaix

1948: 5º
1949: 12º
1950: 3º
1951: 15º
1953: 8º
- Giro di Lombardia

1941: 13º
1942: 7º
1947: 16º
1949: 4º
1950: 18º
1951: 12º
1952: 37º
1953: 7º
1954: 2º
1955: 11º
1956: 3º

### Competizioni mondiali
- Campionati del mondo

Reims 1947 - In linea: 4º
Valkenburg 1948 - In linea: riserva
Copenaghen 1949 - In linea: 9º
Moorslede 1950 - In linea: ritirato
Varese 1951 - In linea: 2º
Lussemburgo 1952 - In linea: 4º
Lugano 1953 - In linea: ritirato
Frascati 1955 - In linea: ritirato
Copenaghen 1956 - In linea: 12º

## Riconoscimenti
Il primo importante premio ricevuto da Magni è la medaglia d'oro al valore atletico assegnatagli nel 1942 dopo aver battuto il primato mondiale dei cinquanta e dei cento chilometri in pista. Per la prima vittoria nel Giro delle Fiandre (primo italiano), nel 1949 viene premiato dalla Federazione Ciclistica Italiana con la medaglia d'oro.
Nel 1992 ricevette dalla città di Monza il Giovannino d'oro.
Numerosi sono stati i riconoscimenti ottenuti dopo il ritiro dall'attività agonistica. Nel 2000 riceve insieme ad Alfredo Martini il premio internazionale intitolato a Vincenzo Torriani. Dopo essere stato insignito dell'Ordine olimpico nel 2001, il 12 febbraio 2004, in una cerimonia al Palazzo del Quirinale, riceve il collare d'oro al merito sportivo da Carlo Azeglio Ciampi, all'epoca Presidente della Repubblica Italiana. Nel 2011 il Velo Club Mendrisio gli assegna il Mendrisio d'Oro, di cui per molti anni è stato presidente della giuria. È stato Presidente Onorario dell'Associazione Atleti Azzurri d'Italia e dal 2009 Socio d'Onore della Federazione Ciclistica Italiana.
Nel 2010 il Comune di Monticello Brianza, ultima residenza di Magni, allestisce a Villa Greppi una mostra intitolata I novant'anni del Leone; tre anni dopo gli viene intitolato il palazzetto dello sport. La maglia rosa del Giro d'Italia 2013, il primo disputato dopo la sua morte, viene dedicata a Fiorenzo Magni riportandone il nome sul colletto. Nel maggio 2015, una targa a lui dedicata fu inserita nella Walk of Fame dello sport italiano a Roma, riservata agli ex-atleti italiani che si sono distinti in campo internazionale.

## Filmografia
- Totò al Giro d'Italia, regia di Mario Mattoli (1948)
- Fiorenzo, il terzo uomo, regia di Stefano Canzio (1951)